# Ozarba lamia
Ozarba lamia är en fjärilsart som beskrevs av Swinhoe 1901. Ozarba lamia ingår i släktet Ozarba och familjen nattflyn. Inga underarter finns listade i Catalogue of Life.